# 孤島追緝令
《孤島追緝令》（英語：Dangerous）是一部2021年加美合拍的動作驚悚片，由大衛·哈克爾執導，克里斯·波瑞利（Chris Borrelli）編寫劇本，主演包括史考特·伊斯威特、凱文·杜蘭、芳姬·詹森、泰瑞斯·吉布森以及梅爾·吉勃遜。劇情講述一名前罪犯過著平靜的假釋生活。然而，當他得知弟弟的死訊時，決定打破規則，試圖查清真相。電影2021年11月5日於院線及VOD發行。

## 演員
- 史考特·伊斯威特[7]飾演狄倫·福雷斯特（Dylan Forrester）[8]
- 凱文·杜蘭[7]飾演柯爾（Cole）
- 芳姬·詹森[7]飾演蕭內西探員（Agent Shaughessy）
- 泰瑞斯·吉布森[7]飾演麥考伊警長（Sheriff McCoy）
- 梅爾·吉勃遜[7]飾演奧德伍德醫生（Dr. Alderwood）
- 布萊登·佛雷切[9]飾演梅西（Massey）
- 萊恩·羅賓斯[9]飾演菲力克斯（Felix）
- 布蘭妲·巴津特（英语：Brenda Bazinet）[9]飾演琳達（Linda）

## 製作
電影於2020年12月展開主要拍攝，當月23日宣告殺青。拍攝地點包括加拿大不列颠哥伦比亚省坎卢普斯和歐肯納根地區。

## 發行
本片由心靈之眼娛樂（加拿大）和狮门（美國）發行，2021年11月5日在院線及VOD發行。

## 外部連結
- 互联网电影数据库（IMDb）上《孤島追緝令》的资料（英文）